# NGC 2194
NGC 2194 ist ein Offener Sternhaufen vom Trumpler-Typ III1r im Sternbild Orion am Himmelsäquator. Er hat eine Helligkeit von 8,5 mag und einen Winkeldurchmesser von 9 Bogenminuten.
Entdeckt wurde das Objekt am 11. Februar 1784 von William Herschel.